# Déli kék tőkehal
A déli kék tőkehal (Micromesistius australis) a csontos halak (Osteichthyes) főosztályának a sugarasúszójú halak (Actinopterygii) osztályába, ezen belül a tőkehalalakúak (Gadiformes) rendjébe és a tőkehalfélék (Gadidae) családjába tartozó faj.

## Előfordulása
A déli kék tőkehal az Atlanti- és a Csendes-óceánok déli részein él.

## Alfajai
- Micromesistius australis australis - a Falkland-szigetektől Argentínáig, Chileig, Déli-Georgia és Déli-Sandwich-szigetekig, valamint a Déli-Shetland-szigetekig és a Déli-Orkney-szigetekig fordul elő
- Micromesistius australis pallidus - csak Új-Zéland déli vízeiben található meg

## Megjelenése
Általában 60 centiméter hosszú, de akár 90 centiméteresre is megnőhet. Legfeljebb 850 gramm súlyú. 33-40 centiméteresen számít felnőttnek. 54-57 csigolyája van.

## Életmódja
Ez a mérsékelt övi tőkehal, tengeri halfaj, amely 50-900 méteres mélységekig is leúszik, azonban általában 200-400 méteres mélységekben tartózkodik. Rajhal, amely nyáron a selfterületeket keresi fel, télen pedig a mélyebb vízekbe húzódik. Az ivadék tápláléka krill, ászkarákok (Isopoda) és evezőlábú rákok (Copepoda), míg a kifejlett példány fejlábúakat és kisebb halakat is zsákmányol.

## Felhasználása
A déli kék tőkehal jelentős gazdasági értékkel bír. Frissen vagy fagyasztva árusítják. Sülve, főve fogyasztható. Japánban igen kedvelik.